# Заря (Брюховецкий район)
Заря́ — посёлок в Брюховецком районе Краснодарского края.
Входит в состав Батуринского сельского поселения.

## География

### Улицы
- ул. Коммунаров.

## Население
| 2002 | 2010 |
| ---- | ---- |
| 259  | ↘214 |